# La más recóndita memoria de los hombres
La más recóndita memoria de los hombres (título original en francés: La Plus Secrète Mémoire des hommes) es la cuarta novela del escritor senegalés Mohamed Mbougar Sarr, publicada originalmente en francés en 2021 por Éditions Philippe Rey, y al año siguiente en español por Editorial Anagrama, con traducción de Rubén Martín Giráldez.
Esta obra ha sido galardonada por el Premio Goncourt, el Premio Transfuge a mejor novela en lengua francesa, y el Premio del Libro Hennessy.
La obra está dedicada póstumamente al escritor maliense Yambo Ouologuem. El autor también agradece en el libro a la Fundación Lagardère, quien le apoyó a través de una beca de creación literaria en 2018; a la ayuda brindada por la región Isla de Francia en 2019, y al Museo Nacional de la Historia de la Inmigración, por acogerlo en una residencia de escritura.
El título del libro es una frase de Los detectives salvajes, obra del escritor chileno Roberto Bolaño, incluida en una cita al comienzo del libro. La influencia de dicho escritor, y en particular de esa obra, es patente en esta novela.

## Estructura y argumento
La novela trata de la búsqueda de la obra perdida de un escritor maldito. Se estructura en tres libros, divididos en distintas «partes» y «biografemas», este último un concepto acuñado por Roland Barthes para distinguir lo biográfico de aquello que representa la vitalidad misma del personaje en cuestión. Cada parte y biografema se subdivide a su vez en distintas secciones numeradas, incluyendo además diversos registros literarios, tales como la epístola, diálogos, diario de vida, entre otros.
Libro primero
- Primera parte: La tela de la Araña Madre.

El joven escritor senegalés Diégane Latyr Faye, radicado en París, conoce en 2018 a la reconocida escritora Marème Siga D., quien le presta su ejemplar de la inencontrable novela de culto El laberinto de lo inhumano, del desaparecido T. C. Elimane.
- Segunda parte: Diario estival.

Diégane le muestra la novela a su amigo Musimbwa, un talentoso escritor africano, y deciden difundirla entre otros amigos escritores de su generación. Se entrecruzan momentos de viajes y desamor. En sus investigaciones sobre la obra va descubriendo reseñas dispares de la época, que incluían acusaciones de plagio.
- Primer biografema: Tres notas sobre el libro esencial

Extracto del diario de Elimane en que toma la decisión de iniciar su libro esencial imposible.
Libro segundo
- Primera parte: El testamento de Ousseynou Koumakh

Diégane visita a Siga D. en Ámsterdam para averiguar cómo ella recibió el libro de su místico, odiado, anciano, y ahora enfermo padre, quien le narra su dura y compleja historia familiar.
- Segundo biografema: Tres gritos sin dejar de temblar

Mossane, madre de Elimane, se debate entre sus pensamientos y la locura, por el amor a su hijo y la identidad del padre de éste.
- Segunda parte: Investigadoras e investigados

Siga D. cuenta su cruda y apasionada vida posterior a la muerte de su padre, que la llevó hasta Francia en la búsqueda de Elimane. Briggite Bollème, cronista de Elimane, entrevistó a Thérèse Jacob, quien junto a su pareja Charles Ellenstein fueron los editores, mejores amigos y amantes de Elimane durante sus primeros años en París, hasta una dolorosa separación.
- Tercer biografema: Dónde acabó Charles Ellenstein

De cómo Ellenstein dejó a Thérèse para buscar a Elimane, padeciendo en la París tomada por los nazis el destino judío en plena Segunda Guerra Mundial. De la críptica y oscura carta que Elimane dejó a sus amigos, y del oscuro destino de los críticos de su obra.
- Tercera parte: Noches de tango por marea alta

De la juventud de Siga D., bailando en un bar con una amiga para costear sus estudios. De su búsqueda de Elimane, recibiendo pistas de Bollème y experimentando oscuros encuentros, que abrieron a su vez oscuras hipótesis de la vida mística de Elimane y de su relación con la muerte.
Libro tercero
- Primera parte: {\displaystyle {\textit {Amistad}}-{\textit {amor}}\times {\frac {\textit {literatura}}{\textit {politica}}}=0}

Diégane vuelve a Senegal en busca de Elimane, tal y como lo hizo años antes la poeta haitiana que fuera amante de Elimane en Buenos Aires, y más tarde de Siga D. En Dakar se encuentra con una crisis sociopolítica y con Äida, su antigua novia de París.
- Cuarto biografema: Las cartas muertas

Cartas familiares de Elimane y su padre que no llegaron a destino.
- Segunda parte: La soledad de Madag

Diégane recibe un largo correo electrónico de Musimbwa desde su propio país, en que este le confiesa el origen de su escritura, el horror del genocidio en Zaire que se llevó a sus padres, y sus reflexiones sobre la colonización y sobre el impacto de Elimane y su libro en lo que será su vida de allí en adelante. Diégane, por su parte, va a la aldea vecina a la de su familia en búsqueda de las últimas pistas de Elimane.
El libro cierra con un breve apartado con agradecimientos del autor.